# Dil Kya Kare
Dil Kya Kare – indyjski dramat z 1999 roku wyreżyserowany przez Prakash Jha, autora filmu Apaharan z 2005 roku. W rolach głównych Kajol, Ajay Devgan i Mahima Chaudhry.

## Fabuła
Architekt Anand Kishore (Ajay Devgan) i jego żona Kavita (Mahima Chaudhry) wraz z córeczką Nehą żyją bardzo szczęśliwie w Delhi, dopóki Kavitę nie zaczynają niepokoić wieści o tajemniczej "cioci", która obdarowuje Nehę prezentami odprowadzając ją po szkole do domu. Kawicie udaje się z nią porozmawiać i dowiaduje się, że Nandita Rai (Kajol) jest biologiczną matką adoptowanej Nehy. Nadita oddała kiedyś do adopcji dziecko – owoc jednej przypadkowej nocy spędzonej w pociągu z nieznanym jej mężczyzną. Mężczyzną tym okazuje się Anand.

## Obsada
- Ajay Devgan – Anand Kishore
- Mahima Chaudhry – Kavita Kishore
- Kajol – Nandita Rai
- Chandrachur Singh – Som Dutt
- Akshita Garud – Neha Kishore
- Neal – Arpit